# 塔蒂亚娜·安德烈奥利
塔蒂亚娜·安德烈奥利（義大利語：Tatiana Andreoli，1999年1月1日—），意大利女子射箭运动员。她曾代表意大利参加2020年夏季奥林匹克运动会射箭比赛女子个人和女子团体两个小项。